# Tungerer

Das römische Gallien und linksrheinische Germanien um das Jahr 70 n. Chr.

Die Tungerer (auch Tungrer, Tungern, lateinisch Tungri oder Tongri) sind ein germanischer Volksstamm am Niederrhein, der auf die linke Rheinseite in das Gebiet bei Tongern (Aduatuca Tungrorum, 15 v. Chr. als römische Stadt gegründet) nördlich von Lüttich übersiedelte. 

## Hintergrund
Wahrscheinlich bereits weit vor Beginn der Eroberung Galliens durch Gaius Iulius Caesar (58 v. Chr.) überquerten Germanen den Rhein und vermischten sich mit den dort vermutlich seit rund 300 Jahren lebenden Kelten. Fünf linksrheinische Germanenstämme (Condrusi, Eburones, Caerosi, Paemani, qui uno nomine Germani appellantur), ebenso die Segner, wurden von Caesar als ethnische Einheiten namentlich genannt. Die Eburonen wurden 54/53 v. Chr. im Verlauf des Gallischen Krieges weitgehend ausgerottet. Ihr Land wiesen die Römer dann den Sunukern und Tungern zu. Das Gebiet der Tungri gehörte zur Provinz Gallia Belgica, seit Ende des 1. Jahrhunderts n. Chr. zu Germania inferior.
Tacitus schrieb in seiner Schrift Germania:
„Die ersten, die den Rhein überschritten und die Gallier vertrieben hätten, die jetzigen Tungrer, seien damals Germanen genannt worden. So habe der Name eines Stammes, nicht eines ganzen Volkes, allmählich weite Geltung erlangt: zuerst wurden alle nach dem Sieger, aus Furcht vor ihm, als Germanen bezeichnet, bald aber nannten auch sie selbst sich so, nachdem der Name einmal aufgekommen war.“

## Römische Auxiliareinheiten
In der frühen Kaiserzeit wurden die folgenden Auxiliareinheiten auf dem Gebiet der Tungerer rekrutiert:
- Ala I Asturum et Tungrorum
- Ala I Tungrorum
- Ala I Tungrorum Frontoniana

- Cohors I Tungrorum
- Cohors II Tungrorum
- Cohors III Tungrorum
- Cohors IV Tungrorum